# Hűvös László
Botfai Hűvös László (Budapest, 1883. július 3. – New York, 1972. április) szobrászművész, gyógyszerész, Hűvös József fia, Hűvös Kornél drámaíró és Hűvös Iván zeneszerző testvére.

## Élete
Hűvös József (1848–1914) jogász, közlekedési szakember és Heller Mária (1848–1918) gyermekeként született izraelita vallású családban. Középiskolai tanulmányait a VIII. kerületi községi főreáliskolában végezte, ahol 1901-ben érettségizett. A Budapesti Tudományegyetemen 1906. április 19-én szerezte meg gyógyszerészi oklevelét. 1912-ben patikaengedélyt kapott a budapesti Garay téren, s 1948-ig tulajdonolta az ott megnyílt Garay gyógyszertárat.
Festészeti tanulmányait a Képzőművészeti Főiskolán Karlovszky Bertalannál, majd Ferenczy Istvánnál végezte. Ezt követően Münchenben tanult Bader Vilmosnál. 1909-ben áttért a szobrászatra. Zala György tanácsára Párizsba ment, ahol Rodin megnézte a szobrairól készült fényképeket és azt tanácsolta számára, hogy komolyabban foglalkozzon a szobrászattal. Az 1910-es évek elejétől szerepelt kiállításokon: 1910-ben a Grand Palais tárlatán állított ki nagy sikerrel, amelyet a Société des Artistes Français rendezett. Korának művészeti életében jelentős feltűnést váltott ki a Szent Kristófról mintázott szobra. 1913-ban visszatért Magyarországra, s ettől az időszaktól mint portrészobrász működött. A Beethoven és Puccini büsztjei az Operaház előcsarnokába kerültek. 1946-ban az Egyesült Államokban telepedett le. Művei közül több megtalálható a Magyar Nemzeti Galéria gyűjteményében, illetve Budapest több pontján.

## Magánélete
Házastársa kunágotai Vajda Ilona (1886–1944), Vajda Lajos és Wallfisch Róza lánya, akit 1908. december 30-án Budapesten, a Józsefvárosban vett nőül. Felesége 1944. július 1-jén a Wesselényi utca 44. szám alatt öngyilkos lett.
Gyermeke
- Hűvös Kornél László (1913–1998). Felesége Ledniczky Anna (1922–?).

## Kiállításai

### Egyéni kiállítások
- Fränkel-szalon, Budapest (1932)
- Ernst Múzeum, Budapest (1934)

## Művei
- Wodianer Albert-emlékmű (1912) XII. kerület, Diósárok u. 1.
- I. világháborús emlékmű (1929) VII. kerület, Péterfy Sándor u. 8.
- Anyai szeretet (1937) II. kerület, Vérhalom tér
- Krisztus sírbatétele (1938) XXII. kerület, Dózsa György út (templomhajóban)
- Berlioz mellszobor (1959) X. kerület, Csajkovszkij park